# Así me gusta
Así me gusta (título original en inglés: I Like It Like That) es una película estadounidense de 1994 que trata temas como la inmigración, la homosexualidad y la pobreza. Dirigida y escrita por Darnell Martin, contó con las actuaciones de Lauren Vélez, Jon Seda, Lisa Vidal, Griffin Dunne, Jesse Borrego y Rita Moreno.
Premiada y nominada en eventos como los Premios Independent Spirit y los Premios Imagen, Así me gusta fue estrenada en la sección Un Certain Regard del Festival de Cannes de 1994.

## Sinopsis
Lisette Linares (Lauren Vélez) ha estado casada por diez años con Chino (Jon Seda), un delincuente de poca monta que es capturado por robar un estéreo. Decidida a pagar la fianza de su esposo, Lisette empieza a trabajar como asistente de Stephen (Griffin Dunne), un productor especializado en música latina. Al mismo tiempo tiene que lidiar con su hermano transgénero Alexis (Jesse Borrego), quien tiene una relación caótica con sus padres. Sospechando que su esposa la está engañando con su nuevo jefe, Chino decide vengarse de ella al salir de prisión y comienza un romance con la lujuriosa Magdalena (Lisa Vidal), lo que agrava todavía más la situación de la familia.

## Reparto

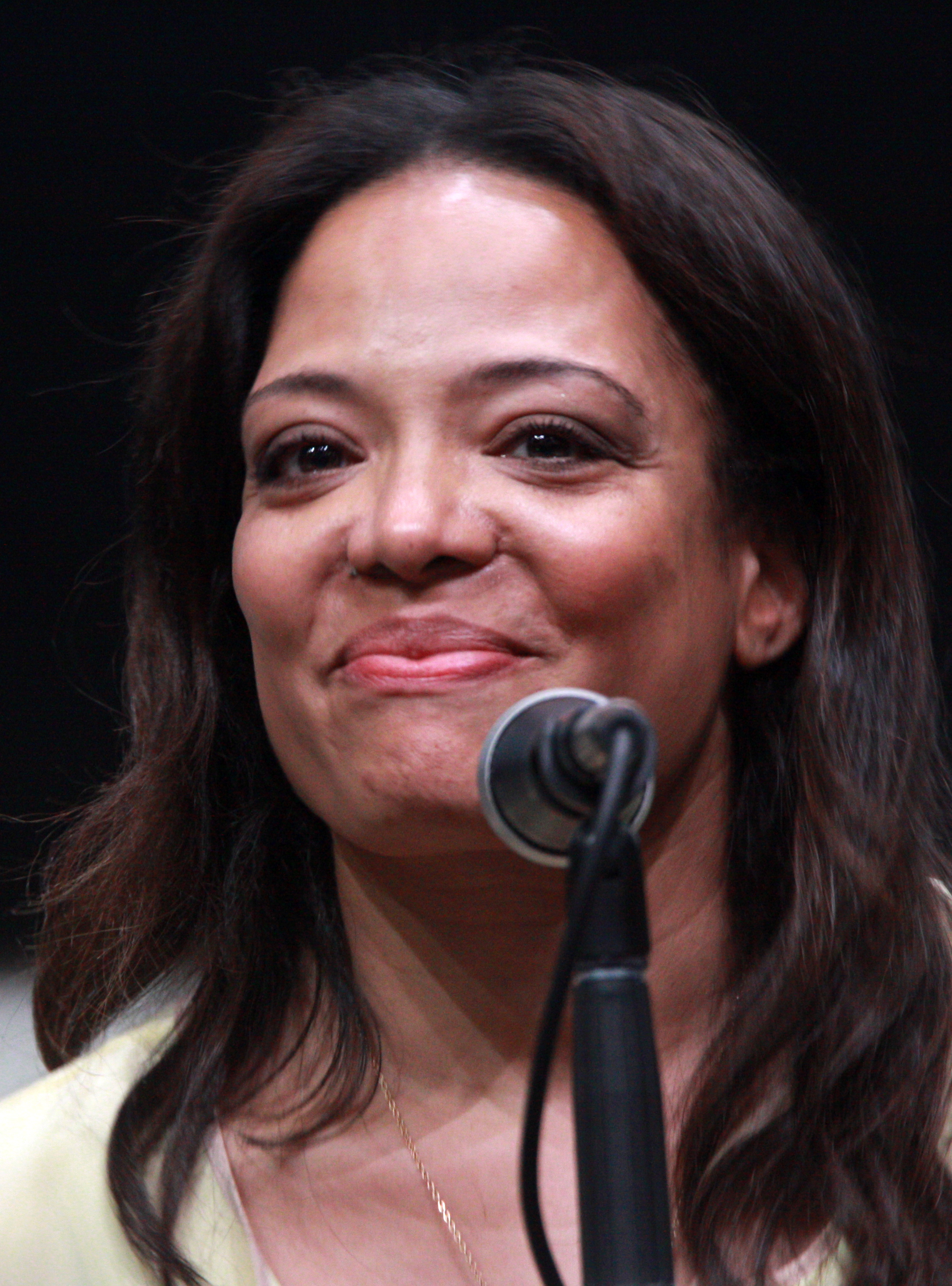
La actriz de ascendencia puertorriqueña Lauren Vélez obtuvo varios premios y nominaciones por su papel como Lisette Linares en el filme.

- Lauren Vélez es Lisette Linares
- Jon Seda es Chino Linares
- Jesse Borrego es Alexis
- Lisa Vidal es Magdalena Soto
- Griffin Dunne es Stephen Price
- Rita Moreno es Rosario Linares
- Vincent Laresca es Ángel
- Desiree Casado es Minnie Linares
- Isaiah García es Pee Wee Linares
- Tomas Melly es LI'l Chino Linares

## Recepción
En Rotten Tomatoes, el filme tiene una aprobación del 89%. El consenso de la crítica en el sitio afirma: «Así me gusta es una comedia romántica con una rica textura, está basada en un guion inteligente y en unas interpretaciones enérgicas para contar una historia refrescante y original».  El crítico Roger Ebert la calificó con tres estrellas de cuatro posibles y resaltó el trabajo de la directora y guionista Darnell Martin: «Martin, una directora novata que anteriormente había trabajado como ayudante de dirección para Spike Lee, consigue crear una sensación de vida y emoción en el barrio, donde incluso los pequeños personajes de la calle están muy bien logrados».
Justin Brown de Medium Popcorn la vio como «un reflejo muy auténtico y progresista de los años 1990 en el Bronx», y Calvin Wilson del diario Kansas City Star la definió como «una obra sorprendentemente original de una directora con sólidas dotes narrativas y garbo visual».  En una nota negativa, Michael MacCambridge del periódico Austin American-Statesman la criticó, afirmando: «Este batiburrillo de líneas argumentales acaba por cuajar en una historia con sentido, pero la película de Martin avanza a un ritmo glacial durante su primer acto».

### Representación de la comunidad LGBT
Escribiendo para el portal Hollywood Suite, la guionista y actriz Kyah Green aseguró que hay aspectos realmente positivos en la representación de Jesse Borrego del personaje transgénero de Alexis. En su reseña manifestó que «la interpretación de Alexis podría interpretarse como progresista, pues no cae en el tropo de "villana engañosa". Es segura, estable, autosuficiente y una fuente confiable de apoyo y consuelo para Lisette». Aplaudió además que Alexis haya ocupado un lugar importante en la historia, algo que, según ella, no solía ocurrir con los personajes transgénero en el cine.

## Premios y reconocimientos
El filme fue estrenado en el Festival de Cannes de 1994, en la sección Un Certain Regard. Durante el evento, Martin fue nominada al premio Golden Camera. En los Premios Imagen, el filme obtuvo una nominación a mejor película y Vélez ganó el galardón a mejor actriz en un largometraje. Durante la gala de los Premios Independent Spirit, Martin fue nominada a mejor directora debut, Vélez obtuvo una nominación como mejor actriz protagónica, Seda fue nominado como mejor actor protagónico y Alexander Gruszynski logró una nominación en la categoría de mejor fotografía.